# Emil Hübscher
Emil Franz Hübscher (* 3. September 1912 in Wien; † 25. Februar 1958 ebenda) war ein österreichischer Mittelstreckenläufer.
Bei den Olympischen Spielen 1936 in Berlin erreichte er über 800 m das Halbfinale und schied über 1500 m im Vorlauf aus.

## Persönliche Bestzeiten
- 800 m: 1:55,0 min, 1936
- 1500 m: 4:02,6 min, 1936